# NGC 710
NGC 710 je galaxie v souhvězdí Andromedy. Její zdánlivá jasnost je 13,5m a úhlová velikost 1,3′ × 1,2′. Je vzdálená 280 milionů světelných let, průměr má 100 000 světelných let. Je členem kupy galaxií Abell 262. Galaxii objevil 28. října 1850 Bindon Blood Stoney.

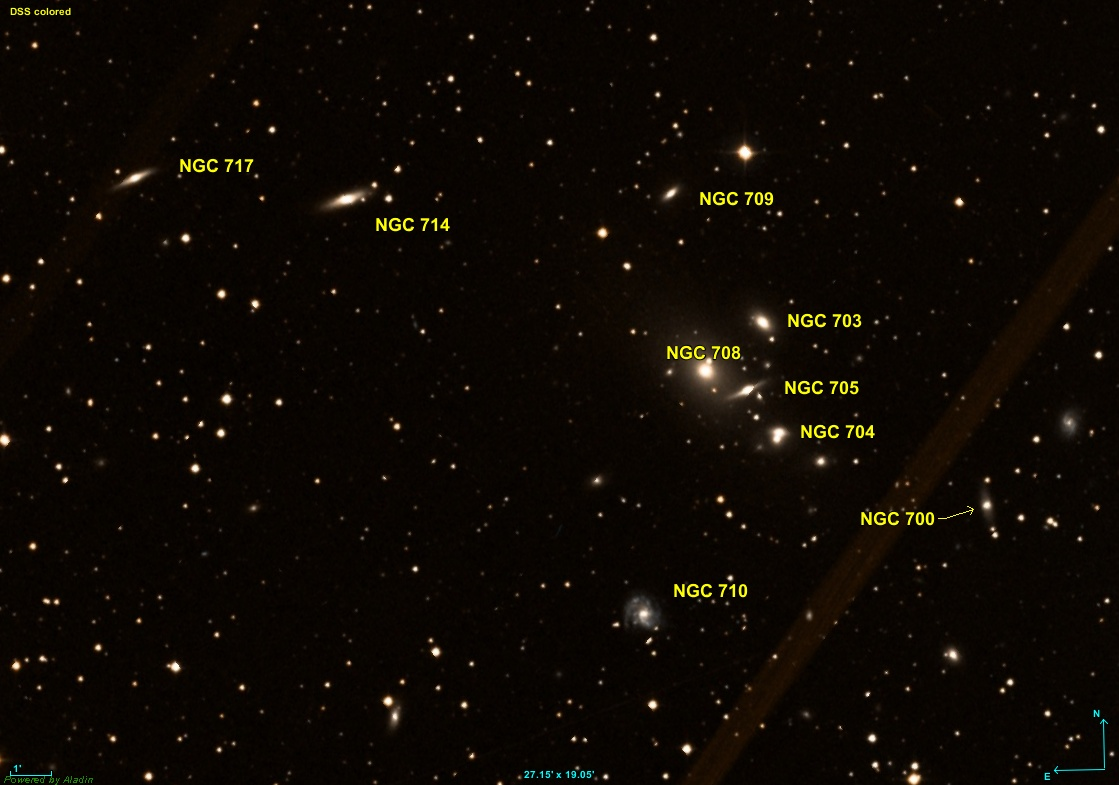
Abell 262